# 佩爾紹康斯坦丁尼夫卡
46°14′48″N 33°40′6″E / 46.24667°N 33.66833°E
佩爾紹康斯坦丁尼夫卡（羅馬化：Pershokostiantynivka）是位於烏克蘭南部的村莊，由赫爾松州卡霍夫卡區的恰普林卡市鎮負責管轄。該村面積80平方公里，海拔高度5米，2001年人口1,424，人口密度每平方公里17.8人。